# Felice Bellotti
Felice Gaetano Maria Bellotti (Milano, 26 agosto 1786 – Milano, 14 febbraio 1858) è stato uno scrittore, poeta e traduttore italiano, particolarmente noto per le versioni dal greco delle tragedie di Eschilo, Euripide e Sofocle.

## Biografia

### Vita
Figlio del notaio Giovanni Pietro e di Maria Vandoni, studiò le discipline umanistiche nelle scuole Arcimbolde, dirette dai Barnabiti, mostrandosi fin dal principio particolarmente inclinato per la versificazione. In seguito s'iscrisse a giurisprudenza presso l'Università di Pavia, dove si laureò nel 1805. Tuttavia, affascinato com'era dalla cultura classica, preferì dedicarsi alle letteratura latina e greca. In relazione con i principali ambienti culturali della penisola e con i più noti letterati classici e romantici, Bellotti conobbe e strinse amicizia, tra gli altri, con Andrea Appiani, Giuseppe Bossi, Andrea Mustoxidi, Giovanni Berchet, Ugo Foscolo e Vincenzo Monti, che avrebbe poi frequentato a Milano e di cui avrebbe steso l'allocuzione funebre).
Collezionista - ebbe anche una serie di importanti manoscritti di Giuseppe Parini, in seguito donati dal nipote, l'ittiologo Cristoforo Bellotti, alla Biblioteca Ambrosiana - e amante delle belle arti, fu Consigliere dell'Accademia di Brera tra 1839 e il 1850, ricoprendone la carica di segretario e presidente.
Fu membro effettivo dell'Istituto Lombardo di scienze e lettere nel 1840 e delle principali Accademie letterarie d'Italia. 
Fece anche parte del Consiglio Comunale di Milano, ove era assessore il fratello Pietro, e proprio nelle vesti di consigliere il 18 marzo 1848, allo scoppio dell'insurrezione contro gli Austriaci, venne arrestato. Alla sua prigionia nel Castello di Milano allude la sua ode dal titolo La liberazione. I successivi eventi lo costrinsero all'esilio volontario a Lugano. Tuttavia, già alla fine del 1848 era rientrato a Milano, dove riprese la direzione dell'Accademia. Nel 1850, ormai non più in buona salute, si ritirò a vita privata, dedicandosi completamente ai suoi studi.
Il 15 settembre 1860, dopo la sua morte, amici e ammiratori gli consacrarono un monumento nel portico superiore del palazzo di Brera, a destra. Sotto il busto si legge: «A Felice Bellotti che cittadino e letterato sempre intese al perfetto di tutte le Belle Arti fu amatore studioso non cercò né bramò gli onori li meritò severamente sdegnoso di ogni abbiezione amici ed ammiratori posero l'anno MDCCCLX ed al suo busto vollero unite le effigie dei tre sommi greci tragedi da lui con altezza di mente e squisito sentire tradotti all'italica poesia».
Il Municipio gli dedicò, successivamente, una delle vie di Milano.

### Studi
Tradusse in versi sciolti il V Libro dell'Odissea che pubblicò nel 1811. 
La traduzione del Pindemonte, venuta nel frattempo alla luce, lo dissuase dal continuare, per rivolgere invece i suoi studi ai tragici greci. Nel 1813, a Milano, uscì la traduzione delle Tragedie di Sofocle, accolta con incoraggiante favore. Tradusse poi tutte le tragedie di Eschilo, che pubblicò a Milano nel 1821 e pochi anni dopo a le tragedie di Euripide, di cui pubblicò (Milano, 1829) Ippolito, Alcesti, Andromaca, Le Supplicanti, Ifigenia in Aulide.
Nel 1834, pubblicò una sua tragedia La figlia di Jefte, di argomento biblico e di fattura classica. Nel 1851 a Milano pubblicò la seconda edizione di Euripide (le cinque tragedie già tradotte nel 1929, le altre dodici, più il dramma satiresco Il Ciclope). Tradusse inoltre le Argonautiche di Apollonio Rodio e, dal portoghese, i Lusiadi di Luís de Camões. Formulò diverse proposte di correzioni e aggiunte al Vocabolario della Crusca. Nel 1855 curò la nuova edizione di Sofocle; avrebbe dovuto seguire anche la ristampa di Eschilo, ma la morte lo colse, a Milano, il 14 febbraio 1858. I resti vennero traslati in una celletta dell'Ossario Centrale del Cimitero Monumentale di Milano.

## Opere

### Traduzioni
- Edipo re
- V Libro dell'Odissea
- Tragedie di Eschilo
- Ippolito
- Alcesti
- Andromaca
- Le Supplici[non chiaro]
- Ifigenia[non chiaro]
- Il ciclope
- I Lusiadi
- APOLLONIO RODIO, Gli Argonauti, Traduzione dal greco di Felice Bellotti, Firenze, succ. Le Monnier, 1873 (edizione originale postuma).

### Versi
- In morte di Giuseppe Bossi pittore. Versi di Felice Bellotti, Tip. Destefanis, Milano 1816.
- La figlia di Jefte. Tragedia, Soc. Tip. de' classici italiani, Milano 1834
- Ad Alberto Parolini in morte di Giulia Londonio sua moglie. Versi, Tip. Bernardoni, Milano 1840.
- La liberazione di Milano nel 1848. Ode, Tip. Bernardoni, Milano 1848.
- A Pio 9. Canzone. Lugano, 1848, Ottobre, Tip. Bernardoni, Milano 1898 (postuma)